# 矢島恭介
矢島 恭介（やじま きょうすけ、1898年10月10日 - 1979年11月11日）は、 帝室博物館調査官、歴史学者。

## 経歴
1898年に長野県に生まれる。1925年、早稲田大学文学部を卒業。同年 帝室博物館勤務。1938年、帝室博物館鑑査官。1954年、東京国立博館考古課長。1961年、同館退職。
1979年から東京芸術大学、明治大学、国学院大学、立教大学講師、文化庁文化財保護審議会専門委員をつとめた。

## 受章
1972年、勲四等瑞宝章。

## 著書
- 那智発掘仏教遺物の研究 (共著)
- 『帝室博物館学報 第7冊 帝国博物館藏釋奠器圖篇』（石田茂作 共編）帝室博物館、1935年。
- 『帝室博物館学報 第8冊 金峯山經塚遺物の研究』（石田茂作 共編）帝室博物館、1937年。
- 『帝室博物館学報 第9冊 古墳發掘品調査報告』（石田茂作 共編）帝室博物館、1937年。
- 『きものの歴史』（山辺知行 監修）妙義出版社〈博物館文化シリーズ 1〉、1952年。
- 『文化のあけぼの』（石田茂作 監修）妙義出版社〈博物館文化シリーズ 2〉、1952年。
- 『西洋文化の伝来』（石田茂作 監修）妙義出版社〈博物館文化シリーズ 3〉、1952年。
- 『ガラスの世界史』（石田茂作 監修）妙義出版社〈博物館文化シリーズ 5〉、1953年。
- 『絵巻物の話』（石田茂作 監修）妙義出版社〈博物館文化シリーズ 7〉、1952年。
- 『東大寺と正倉院』（石田茂作 監修）妙義出版社〈博物館文化シリーズ 8〉、1953年。
- 『増上寺徳川将軍墓とその遺品・遺体』（鈴木尚、山辺知行 共編）東京大学出版会、1967年。